# Hana Sofia Lopes
Hana Sofia Lopes est une actrice luxembourgeoise et portugaise née au Grand-Duché de Luxembourg. Depuis sa formation au Conservatoire National Supérieur d’Art Dramatique de Paris elle a joué dans plus de 60 productions au théâtre, au cinéma et à la télévision en Europe ainsi qu'en Amérique du Nord.
En 2025, elle tient le rôle principal de Sofia Moreno dans le thriller de la ZDF Escape from Lisbon aux côtés de l'acteur allemande Hans Sigl. Diffusé en Allemagne devant près de 6 millions de téléspectacteurs, le film connait un large succès et accroît sensiblement sa notoriété auprès du public germanophone.
Au cinéma, elle a joué dans le long-métrage Kanaval, sélectionné au Festival International du Film de Toronto, dans la section Centrepiece, où il remporte deux prix dont l’amplified voices award ainsi que 4 nominations aux Canadian Screen Awards. Au Portugal, elle est connue pour ses rôles principaux dans les séries télévisées à succès Mar Salgado et Coração d’Ouro, vues quotidiennement par près de 2 millions de personnes. 
Elle a collaboré, entre autres, avec Maïwenn, Irène Jacob, Vicky Krieps, Jérôme Kircher, Maria Léon ou encore Julian Sands. Au cours de sa carrière, elle a également travaillé avec plusieurs artistes nommés aux Oscars dont Juliette Lewis, Sandra Hüller et Brendan Gleeson. Par ailleurs, elle a tourné avec Henry Rollins, ancien leader du groupe punk Black Flag, ainsi qu’avec Christian Schwochow, réalisateur de la série primée The Crown.
Véritable polyglotte, elle parle couramment français, allemand, luxembourgeois, portugais, espagnol, anglais et italien.

## Biographie

### Jeunesse et formation
Elle naît et grandit au Luxembourg, de parents portugais. Toute la famille de sa mère ayant émigré au Canada anglophone dans les années 1970, durant son enfance Hana passe les vacances d'été au Canada, auprès de sa famille maternelle. Elle a un frère aîné, nommé Nino.
Après des études secondaires effectuées à l'Athénée de Luxembourg, elle étudie à l'École supérieure de théâtre et de cinéma de Lisbonne, dont elle sort diplômée en 2012. Dans le cadre du programme Erasmus, elle effectue un échange universitaire d'un an à l’Académie royale supérieure d'art dramatique de Madrid (RESAD) en 2011.
Elle étudie par la suite au Conservatoire national supérieur d'art dramatique de Paris, entre autres dans les classes de Sandy Ouvrier, Daniel Mesguich, Pierre Aknine ou encore Caroline Marcadé.

### Carrière

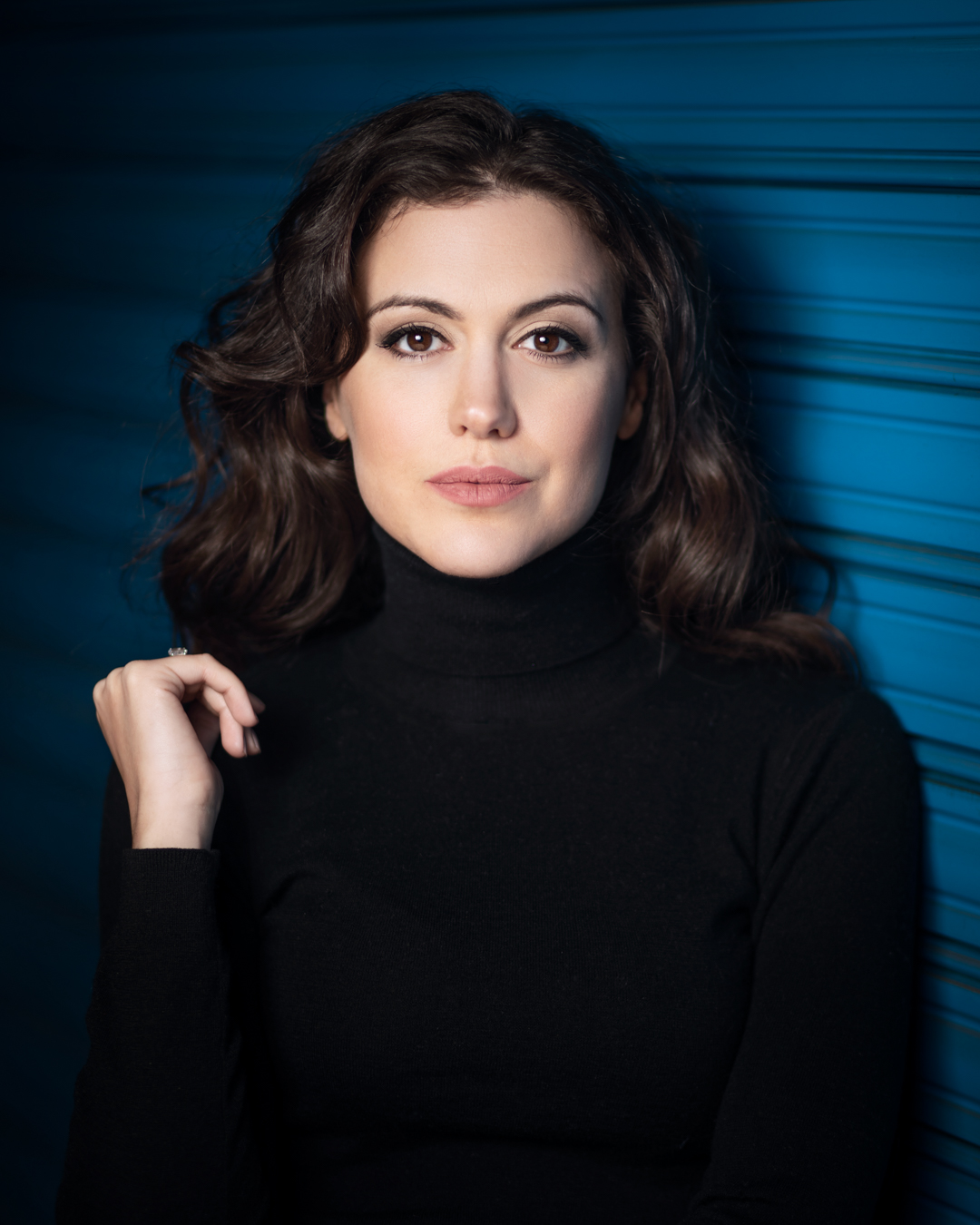
Hana Sofia Lopes à Lisbonne.

Durant une représentation du Mariage de Figaro au Conservatoire de Paris en 2014, le réalisateur Marco Serafini (it) la voit sur scène et décide de lui proposer le rôle principal féminin de Toy Gun, long-métrage qu'il est alors sur le point de réaliser. Dans ce film elle tient le rôle féminin principal aux côtés de John Hannah, Anthony LaPaglia et Julian Sands. Sa prestation lui vaudra une nomination de meilleure actrice lors des prix du cinéma luxembourgeois, le Lëtzebuerger Filmpräis (lb) en 2018. 
Par la suite, elle interprète une anarchiste espagnole dans le film belgo-espagnol Escapada réalisé par Sarah Hirtt. Sergi López et María León figurent également au casting de ce long-métrage. En 2017, elle fait une apparition dans la série télévisée allemande Bad Banks réalisée par le réalisateur allemand Christian Schwochow, diffusée sur ARTE et Zdf. Ce rôle marque sa première expérience dans un projet en langue allemande.
L’année 2017 est marquée par le retour de l’actrice au théâtre. Elle joue dans Les sorcières de Salem (The Crucible) d’Arthur Miller, dirigée par le metteur en scène anglais Douglas Rintoul,. En 2018, elle joue le rôle principal dans Intraquillités, pièce basée sur Le Livre de l'intranquillité de Fernando Pessoa, au Théâtre d’Esch-sur-Alzette au Luxembourg.
Elle participe par la suite à plusieurs productions des Théâtres de la Ville de Luxembourg.

#### Ascension au Portugal
En parallèle, elle a fait carrière au Portugal. Son rôle dans les séries télévisées Mar Salgado (2015) et Coração d'Ouro (pt) (2016), coproduites par TV Globo et vues quotidiennement par près de 2 millions de téléspectateurs l'ont rendu connue du grand public au Portugal. En 2017, elle interprète le rôle de la reine Isabelle d’Aragon, reine du Portugal, dans la série télévisée historique Ministério do Tempo (pt) diffusée sur RTP.
En 2018, elle tourne aux côtés de Juliette Lewis et Henry Rollins dans le film canadien Dreamland réalisé par Bruce McDonald.

#### Carrière théâtrale internationale

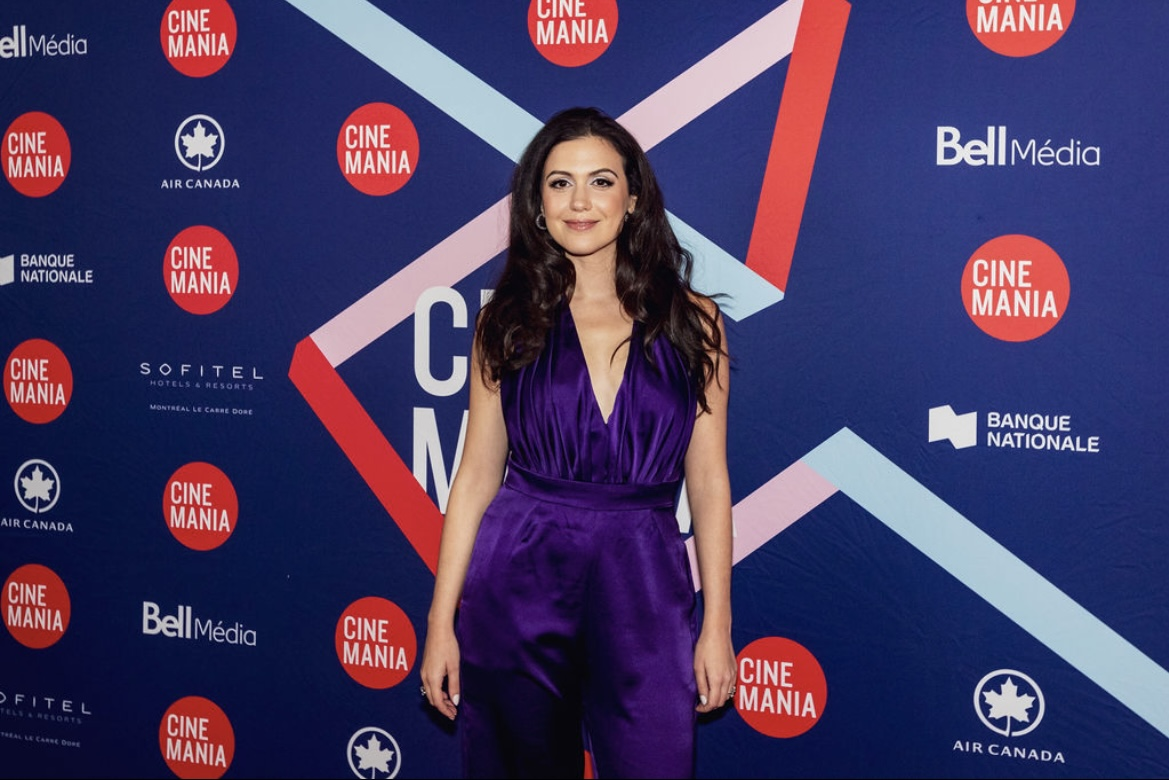
Hana Sofia Lopes au Festival de Cinéma Cinemania à Montréal, Canada.

En 2020, elle est choisie par le metteur en scène français Michel Didym pour incarner le rôle d'Hanele, un des rôles principaux, dans la pièce de théâtre Habiter le temps aux côtés d’Irène Jacob, Jérôme Kircher, Eric Berger et Julie Pilod. Après la Première de cette pièce en décembre 2020 au théâtre de la Manufacture de Nancy, ce spectacle est en tournée à travers la France, la Belgique et la Suisse jusqu’en mars 2022. Il est notamment présenté au Théâtre des Célestins à Lyon ; au théâtre Anthéa Scène Nationale à Antibes; Châteauvallon (Scène Nationale) à Toulon ou encore à l’Opéra-Théâtre de Metz le 15 et le 16 janvier 2022. 
Entre 2020 et 2024, Hana Sofia, s’affirme comme une actrice polyvalente et incontournable de la scène européenne, se produisant dans une dizaine de pièces de théâtre sur des scènes prestigieuses telles que le Grand Théâtre de la Ville de Luxembourg et le Théâtre National São João de Porto. Elle joue notamment dans Médée d' Euripide, spectacle en langue anglaise ou encore Hedda Gabler d’Ibsen en français mise en scène par Marja-Leena Junker.
En 2023, le metteur en scène luxembourgeois et ancien directeur artistique du Festival de théâtre de Recklinghausen, Frank Hoffmann crée un rôle sur mesure pour elle dans son adaptation de The Iceman Cometh d’Eugene O’Neill au Théâtre National du Luxembourg. La production rencontre un vif succès auprès du public et sera reprise deux fois entre les saisons 2023 et 2025.
Le succès de ces productions témoigne de son talent et de sa capacité à captiver aussi bien sur les planches qu’à l’écran.

#### Festival International de Cinéma de Toronto (TIFF) et Presence sur Netflix
Son dernier long-métrage, Kanaval réalisé par le cinéaste canado-haïtien Henri Pardo, confirme sa montée en puissance sur la scène internationale. Sélectionné au Festival international du film de Toronto, dans la section Centrepiece, le film y remporte l’Amplified Voices Award ainsi qu’une mention honorable pour le Meilleur Film Canadien, et reçoit quatre nominations aux Canadian Screen Awards. Le film a également figuré dans la liste des dix meilleurs films canadiens de 2023 selon le TIFF.
Hana Sofia joue le rôle de Maria dans la deuxième saison de Capitani diffusée globalement sur Netflix.

#### Révélation à la télévision allemande
En 2024, Hana Sofia franchit un nouveau cap dans sa carrière en étant choisie par la ZDF, principale chaîne de télévision allemande, pour interpréter le rôle principal dans le thriller Escape from Lisbon, aux côtés de Hans Sigl. Le film est diffusé le 17 mars 2025 sur la ZDF. Avec près de 6 millions de téléspectacteurs et une part de marché de 23 %, il rencontre un grand succès à la télévision allemande.
Rainer Tittelbach, un influent critique allemand salue Hana Sofia Lopes comme « une véritable découverte pour la télévision allemande.» Le prestigieux quotidien allemand Süddeutsche Zeitung lui consacre un entretien et un portait intitulé « Vive l’identité européenne! », mettant en valeur sa profondeur culturelle et sa polyvalence.
En 2025, Hana Sofia Lopes fait l’objet d’un portait approfondi avec le magazine Forbes Portugal, qui met en lumière son parcours multiculturel ainsi que son rôle d’ambassadrice d’un soft power européen moderne à travers son travail artistique. L’article intitulé        « Hana Sofia Lopes est la preuve vivante que le talent européen ne connaît pas de frontières. » met en lumière sa carrière multilingue, l’influence de l’environnement multiculturel luxembourgeois sur son développement artistique, et sa présence internationale croissante suite au succès du film Escape from Lisbon.
Hana Sofia parle français, allemand, anglais, portugais, luxembourgeois, espagnol et italien.

## Filmographie et Théâtre

### Cinéma
- 2010 : My Eyes have Seen You (court) de Miguel Leao : Greta
- 2013 : Someday (court) de Vito Labalestra : Alicia
- 2014 : Amour fou de Jessica Hausner : la sœur aînée
- 2015 : Ouni Mooss (court) d'Adolf El Assal : Alice
- 2016 : Les Survivants de Luc Jabon : Lena
- 2019 : Toy Gun de Marco Serafini : Giulia Redondini
- 2019 : Sexual Healing de Julien Temple : Ivy Keaton
- 2019 : Escapada de Sarah Hirtt : Lola
- 2020 : Dreamland de Bruce McDonald : Colero
- 2022: Le retour de la jeunesse de Marcello Merletto et Fabio Bottani: Nilde
- 2022 : E.A.F. de Lucie Wahl: Rapha
- 2023 : Melusina de Whitey Fortmueller: Melusina
- 2023 : La bête qui sommeille en nous de Jonathan Becker: Violette
- 2024 : Kanaval de Henri Pardo: Justine
- 2025: Mission 160 de Lucie Wahl: Sofia
- 2025: Projeto Global de Ivo M. Ferreira: Jacinta
- 2025: Escape from Lisbon, ZDF: Sofia Moreno (Thriller, rôle principal)

### Télévision
- 2012 : Les Simpson (voix version luxembourgeoise) : Lindsey Naegle (1 épisode)
- 2012 : Weemseesdet : Carla (5 épisodes)
- 2012-2013 : Comeback : Samantha (12 épisodes)
- 2013-2014 : Os Filhos do Rock : Carla (2 épisodes)
- 2015 : Mar Salgado : Camila Real (17 épisodes)
- 2015-2016 : Coração d’Ouro : Adriana Noronha (300 épisodes)
- 2017 : Bad Banks : Lola (1 épisode)
- 2017 : Ministério do tempo : Isabelle d’Aragon, reine du Portugal (1 épisode)
- 2018 : Zëmmer ze verlounen : Sophie Welter (12 épisodes[35])
- 2019 : Gute Zeiten, Schlechte Zeiten : Amalia Alvarez (3 épisodes)[36]
- 2022 : Capitani 2 : Maria[37] (4 épisodes)
- 2025: O Som e a Sílaba, Disney+ (1 épisodes)
- 2025: A luta continua, RTP (1 épisodes)

### Théâtre
- 2010 : Les Trois Sœurs d'Anton Tchekhov
- 2010 : Les Phéniciennes de Sénèque
- 2011:  Auto da Barca do Inferno de Gil Vicente
- 2011:  La nuit des rois de William Shakespeare
- 2011 : Peanuts de Fausto Paravidino
- 2012 : Ce formidable bordel ! d'Eugène Ionesco
- 2012 : Por el torno y el sótano de Tirso de Molina
- 2014 : Légendes de la forêt viennoise d'Ödön von Horváth
- 2014 : Le Mariage de Figaro de Beaumarchais
- 2017 : Les Sorcières de Salem[20] d'Arthur Miller
- 2018 : Intranquillité de Fernando Pessoa[21],[38].
- 2019 : Dealing with Clair de Martin Crimp
- 2020-2021 : O começo perdido de Pedro Martins Beja[39]: création + tournée
- 2020-2022 : Hedda Gabler de Henrik Ibsen : création + tournée
- 2020-2022 : Habiter le temps de Rasmus Lindberg : création + tournée
- 2022 : Medée de Euripides[40]
- 2023-2024: A menina do mar de Sophia de Mello Breyner
- 2023-2025: Café Terminus d’après Eugène O’ Neill